# ماريو توريس (لاعب كرة قدم)
ماريو توريس هو لاعب كرة قدم تشيلي، ولد في 20 يونيو 1931، وتوفي في 26 أبريل 1975.

## وصلات خارجية
- ماريو توريس (لاعب كرة قدم) على موقع ناشيونال فوتبول تيمز (الإنجليزية)
- ماريو توريس (لاعب كرة قدم) على موقع عالم كرة القدم.نت (الإنجليزية)